# Thomas Sowell
Thomas Sowell (Gastonia, 30 de junho de 1930) é um economista norte americano, crítico social, filósofo político, autor e membro sênior da Hoover Institution da Universidade de Stanford.

## Biografia
Nasceu na Carolina do Norte, mas cresceu em Harlem, Nova Iorque. Largou a universidade e foi servir na Marinha dos Estados Unidos durante a Guerra da Coréia. Graduou-se em Economia na Universidade Harvard em 1958 e depois fez mestrado em economia pela Universidade Columbia. Em 1968, recebeu seu doutorado em economia pela Universidade de Chicago.  É atualmente um membro sênior do Instituto Hoover na Universidade de Stanford.
Como intelectual, ganhou notoriedade por, sendo negro, opor-se a ações afirmativas como cotas raciais. Escreveu mais de 30 livros e lecionou em Cornell, California, UCLA, Stanford, entre outras universidades. Colabora com The Wall Street Journal e as revistas Forbes e Fortune. Em 2002 recebeu a Medalha Nacional de Humanidades.

## Síndrome de Einstein
Sowell escreveu The Einstein Syndrome: Bright Children Who Talk Late, uma continuação de seu Late-Talking Children, discutindo uma condição que ele chamou de síndrome de Einstein. Este livro investiga o fenômeno das crianças que falam tarde, frequentemente diagnosticadas erroneamente com autismo ou transtorno global do desenvolvimento. Ele inclui a pesquisa de Stephen Camarata e Steven Pinker, entre outros, nesta visão geral de um traço de desenvolvimento mal compreendido. Essa síndrome é uma característica que ele diz ter afetado muitas figuras históricas que desenvolveram carreiras proeminentes, como os físicos Albert Einstein, Edward Teller e Richard Feynman; a matemática Julia Robinson; e os músicos Arthur Rubinstein e Clara Schumann. Ele defende a teoria de que algumas crianças se desenvolvem de forma desigual (Superdotação) por um período na infância devido ao desenvolvimento rápido e extraordinário nas funções analíticas do cérebro. Do qual isso pode temporariamente "roubar recursos" de funções vizinhas, como o desenvolvimento da linguagem. Sowell discorda da especulação de Simon Baron-Cohen de que Einstein pode ter tido síndrome de Asperger.

## Obras

### Livros
- 2011 - Os Intelectuais e a Sociedade. É Realizações. ISBN 978-8580330182
- 2011 - Conflito de Visões - Origens ideológicas das lutas políticas. É Realizações. ISBN 978-85-8033-071-7.
- 2016 - Ação Afirmativa ao Redor do Mundo - Um estudo empírico sobre cotas e grupos preferenciais. É Realizações. ISBN 978-85-8033-244-5.
- 2017 - Fatos e falácias da economia. Record. ISBN 978-8501090799.
- 2018 - Economia Básica: um Guia de Economia Voltado ao Senso Comum (Volume 2). Alta Books. ISBN 978-8550802398.
- 2018 - Economia Básica: um Guia de Economia Voltado ao Senso Comum (Volume 1). Alta Books. ISBN 978-8550802381.
- 2019 - Discriminação e disparidades. Record. ISBN 978-8501116246.
- 2022 - Os ungidos: A fantasia das políticas sociais dos progressistas. LVM Editora. ISBN 978-6550520540
- 2023 - A busca da justiça cósmica: Como a esquerda usa a Justiça Social para assolar a sociedade. LVM Editora. ISBN 978-6550520908
- 2023 - Conquistas e Culturas: uma história internacional. LVM Editora. ISBN 978-6550520809
- 2024 - Falácias da Justiça Social. Alta Books. ISBN 978-8550824277
- 2025 - Raça e cultura: Uma visão mundial. LVM Editora. ISBN 978-6550522278